# Edith Frank-Holländer

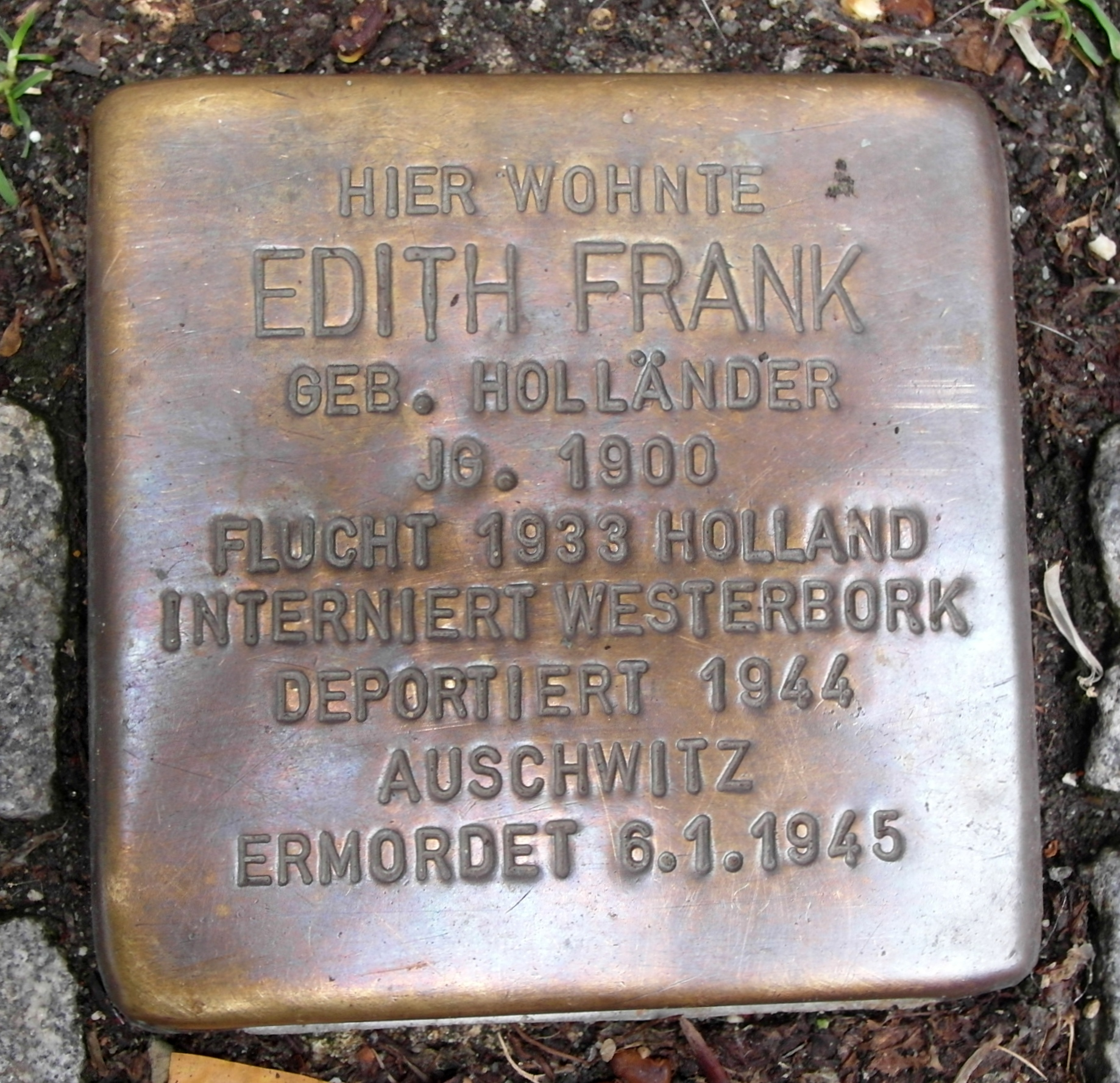
Stolperstein w Akwizgranie upamiętniający Edith Frank

Edith Frank-Holländer (ur. 16 stycznia 1900 w Akwizgranie, zm. 6 stycznia 1945 w Auschwitz-Birkenau) – matka Anne Frank i Margot Frank.
Edith Holländer była najmłodszym z czwórki rodzeństwa. Jej rodzina miała holendersko-niemiecko-żydowskie korzenie. Ojciec, Abraham Holländer (1860-1928), był przedsiębiorcą i tak jak matka Rosa Stern (1866-1942), ważną postacią w akwizgrańskiej żydowskiej społeczności.
W 1924 roku poznała Otto Franka, para wzięła ślub w 36 urodziny Ottona – 12 maja 1925 roku. Ich pierwsza córka Margot urodziła się we Frankfurcie nad Menem w 1926 roku. 12 czerwca 1929 urodziła się Anne Frank.
Narastający antysemityzm i prawa dyskryminujące Żydów w III Rzeszy zmusiły rodzinę do emigracji. W 1933 roku Frankowie przenieśli się do Amsterdamu, gdzie Otto Frank założył oddział swojej firmy. Bracia Edith: Walter (1897-1968) i Julius (1894-1967) uciekli do USA w 1938 roku, zaś jej matka Rosa Holländer-Stern w 1939 roku przyłączyła się do córki w Amsterdamie.
W 1940 roku Niemcy zaatakowali Holandię i wprowadzili politykę prześladowania Żydów. Dzieci Edith zostały usunięte ze swych szkół, a jej mąż musiał zrezygnować z prowadzenia interesów ze swoimi holenderskimi wspólnikami Johannesem Kleimanem i Victorem Kuglerem, którzy pomagali rodzinie podczas ich pobytu w kryjówce na poddaszu biura.
Rodzina Franków, ich sąsiedzi (Hermann van Pels, Auguste van Pels i Peter van Pels) oraz dentysta Miep Gies – Fritz Pfeffer) spędzili w kryjówce ponad dwa lata. Okres ten został uwieczniony w Dzienniku Anny Frank. 4 sierpnia 1944 adres ich kryjówki został anonimowo ujawniony Gestapo. Po areszcie w siedzibie Gestapo i trzydniowym pobycie w więzieniu, Edith wraz z pozostałą siódemką, z którą się ukrywała, zostali przewiezieni do niemieckiego obozu przejściowego Westerbork. Stamtąd 3 września 1944 zostali przewiezieni do obozu koncentracyjnego Auschwitz. Po dotarciu na miejsce Edith i jej córki oddzielono od męża. Edith wybrano do komory gazowej, a jej córki przetransportowano do obozu Bergen-Belsen. Edith Frank, wraz z przyjaciółką, zdołała uciec przed komorą gazową i ukryła się w innej części obozu, gdzie spędziła resztę życia. Zmarła z wycieńczenia i niedożywienia w wieku 44 lat, na 20 dni przed wyzwoleniem obozu przez Armię Czerwoną.
Przed publikacją „Dziennika” Otto Frank postanowił, z szacunku do żony i współukrywających się przyjaciół, usunąć z niego niektóre komentarze Anne dotyczące matki.
Odkrycie w 1999 roku stron usuniętych z publikacji przez Ottona Franka, pokazało, że według Anne matka bardzo kochała męża, jednakże ojciec, mimo oddania żonie, nie kochał jej. Bloeme Evers-Emden, która ocalała z Auschwitz, w wywiadzie z Willy Lindwerem zatytułowanym The Last Seven Months of Anne Frank, powiedziała, że córki i matka były zawsze razem, i z pewnością dawały sobie mnóstwo wsparcia, a wszystkie rzeczy, które nastolatka może myśleć o swojej matce, nie miały już więcej żadnego znaczenia.